# Савет Европе
Савет Европе (енгл. Council of Europe (CoE), фр. Conseil de l'Europe) је међународна организација са циљем да подржава људска права, демократију и владавину права у Европи. Основана је 5. маја 1949. године у Лондону, док се седиште организације данас налази у Стразбуру. Састоји се од 46 држава чланица, са становништвом преко 675 милиона.
Организација се разликује од Европске уније (ЕУ), иако људи понекад мешају те две организације — делом зато што је ЕУ усвојила оригиналну европску заставу, дизајнирану за Савет Европе 1955. године, као и европску химну. Ниједна држава никада није приступила ЕУ а да претходно није припадала Савету Европе. Савет Европе је званични посматрач Уједињених нација.
Сврха Савета Европе огледа се у остварењу основних личних и демократских права и слобода у Европи, а најважнији акти су доношење Европске конвенције о људским правима (1950) (енгл. European Convention on Human Rights) и успостављање Европског суда за људска права (енгл. European Court of Human Rights) (1998), као сталног система правне заштите (Протокол бр. 11 Европске конвенције о људским правима). Савет Европе има 47 чланица, које су истовремено и потписнице Европске конвенције о људским правима. Иако је организација наднационалног и европског карактера, Савет Европе не припада институцијама Европске уније, није Европски савет ни Савет Европске уније. Чланство у Савету Европе није условљено чланством у Европској унији, мада је свих 28 земаља Европске уније, учлањено у Савет Европе. Поред чланица, Савет Европе и Европску унију повезује идеја о уједињеној Европи, а у Нацрту Европског устава је наглашено да права и слободе Европске конвенције о људским правима чине саставни део највишег европског правног акта (Европски устав, чл. 9).

## Институције
У оквиру Савета Европе, надлежност је подељена између шест основних институција у које спадају: 
- Парламентарна скупштина
- Конгрес локалних и регионалних власти
- Комитет министара
- Генерални секретар и Секретаријат
- Комесар за људска права
- Европски суд за људска права

Парламентарна скупштина и Конгрес су саветодавна тела која дају мишљења и препоруке необавезујућег карактера. 
Комитет министара одлучује о функционисању Савета и питањима од интереса свих чланица Савета, и састављен је 
од министара иностраних послова свих земаља чланица. Генерални секретар и Секретаријат се претежно старају о 
текућим административним и финансијским активностима. Комесар за људска права има право надзора над стањем људских 
права у државама Савета Европе, а Европски суд за људска права врши судску функцију.

## Циљеви
Основни циљеви Савета Европе су:
- унапређење парламентарне демократије
- поштовање људских права
- успостављање владавине права

## Активности
Ради остварења основних циљева, под окриљем Савета Европе, је, од 1949. године, закључено више од 200 међународних 
уговора о људским и социјалним правима, медијима, слободи изражавања, образовању, култури, културном идентитету, културној различитости, спорту, локалној самоуправи, здравству, 
правној, регионалној и државној сарадњи.
Потписивањем Европске конвенције о људским правима и 13 пратећих протокола, утврђени су стандарди заштите и механизми практичне примене људских права широм европског континента. 
У случају да надлежни органи држава уговорница не поштују права гарантована Конвенцијом, предвиђена је могућност заштите 
пред Европским судом за људска права, а тужена страна је држава чији органи не поштују обавезе преузете ратификовањем Конвенције. Уједначавање правне и социјалне праксе посебно је значајно за демократизацију друштва и успостављање владавине права у посткомунистичким земљама источне и средње Европе.
У току Хладног рата, Савет Европе је имао важну улогу у превазилажењу константне кризе изазване заоштреним политичким односима Источног и Западног блока.

## Оснивање и симболи
Оснивачки акт Савета Европе је Статут Савета Европе, потписан у Лондону, 5. маја 1949. године, 
од стране представника 10 европских држава: Белгије, Данске, Ирске, Италије, Француске, Луксембурга, Холандије, Шведске, Норвешке
и Уједињеног Краљевства.
Посредством Савета Европе настала су прва званична обележја уједињене Европе: застава, Дан Европе и европска химна.
Током 1955. године, усвојено је решење јединствене европске заставе са 12 кружно распоређених жутих 
звездица на тамноплавој површини. Дан оснивања Савета Европе, 5. мај, постао је 1964. године, на прослави петнаестогодишњице постојања, Дан Европе, а 1972. године Ода радости из Девете симфоније Лудвига ван Бетовена послужила је као основ европске химне.
Европска унија је преузела идејно решење заставе, али је променила Дан Европе у 9. мај.
Савет Европе користи заставу у првобитној или модификованој форми допуњеној стилизованим словом "е" у звезданом кругу, чиме истовремено упућује на свој лого

## Државе чланице
Државе које су учествовале у оснивању:
- Белгија (1949)
- Уједињено Краљевство (1949)
- Данска (1949)
- Република Ирска (1949)
- Италија (1949)
- Луксембург (1949)
- Норвешка (1949)
- Француска (1949)
- Холандија (1949)
- Шведска (1949)

Државе које су се придружиле:
- Краљевина Грчка (9. август 1949)
- Турска (9. август 1949)
- Исланд (9. март 1950)
- Западна Немачка (13. јул 1950)
- Аустрија (16. април 1956)
- Кипар (24. мај 1961)
- Швајцарска (6. мај 1963)
- Малта (29. април 1965)
- Португал (22. септембар 1976)
- Шпанија (24. новембар 1977)
- Лихтенштајн (23. новембар 1978)
- Сан Марино (16. новембар 1988)
- Финска (5. мај 1989)
- Мађарска (6. новембар 1990)
- Пољска (26. новембар 1991)
- Бугарска (7. мај 1992)
- Естонија (14. мај 1993)
- Литванија (14. мај 1993)
- Словенија (14. мај 1993)
- Чешка Република (30. јун 1993)
- Словачка (30. јун 1993)
- Румунија (7. октобар 1993)
- Андора (10. октобар 1994)
- Летонија (10. фебруар 1995)
- Албанија (13. јул 1995)
- Молдавија (13. јул 1995)
- БЈР Македонија (9. новембар 1995)
- Украјина (9. новембар 1995)
- Русија (28. фебруар 1996)
(Напомена: Суспендована 2022. након инвазије Русије на Украјину)
- Хрватска (6. новембар 1996)
- Грузија (27. април 1999)
- Азербејџан (25. јануар 2001)
- Јерменија (25. јануар 2001)
- Босна и Херцеговина (24. април 2002)
- Србија (3. април 2003)
(Напомена: Као правна наследница  Србије и Црне Горе)
- Монако (5. октобар 2004)
- Црна Гора (11. мај 2007)

## Државе кандидати
Белорусија је 1992. године добила статус специјалног госта Парламентарне скупштине, а захтев за стицање 
пуноправног чланства је поднела 12. марта 1993. године. Посебан статус јој је укинут у јануару 
1997. године с обзиром на недемократски режим председника Лукашенка који је нарочито 
био усмерен против слободе медија, мишљења и изражавања.
 Казахстан је 1999. године захтевао статус посматрача Парламентарне скупштине, али је захтев одбијен. У 
образложењу одлуке наведено је да Казахстан може да конкурише и за пуноправно чланство, јер се једним делом 
налази у Европи. Међутим, у наставку је наглашено да није могуће решавање о статусу ни о чланству без 
испуњења минималних стандарда у погледу демократије и људских права.

## Државе посматрачи Парламентарне скупштине и Комитета министара
Ватикан никада није претендовао на чланство у Савету Европе, али од 1970. године има статус посматрача при 
Комитету министара.
За рад Савета Европе заинтересоване су и ове државе ван европског континента:
 Израел посматра заседања Парламентарне скупштине,

 Јапан и  Сједињене Америчке Државе прате активности Комитета министара, а

 Канада и  Мексико, присуствују раду Парламентарне скупштине и Комитета министара.

## Критике и контроверзе
Савет Европе је оптужен за институционалну корупцију и да нема никакву смислену сврху, јер је сувишан у својим циљевима другим паневропским телима, укључујући Европску унију и Организацију за европску безбедност и сарадњу(OSCE). Године 2013, The Economist се сложио, рекавши да је „кредибилитет Савета Европе је у питању“. Организација Чувар људских права и Европска иницијатива за стабилност позвали су Савет Европе да предузме конкретне мере како би показао да је вољан и способан да се врати својој „првобитној мисији заштите и осигурања људских права“.